# Jesse Puljujärvi
Jesse Puljujärvi (* 7. Mai 1998 in Älvkarleby) ist ein finnisch-schwedischer Eishockeyspieler, der seit Juli 2025 beim Genève-Servette HC aus der Schweizer National League unter Vertrag steht. Zuvor gehörte der rechte Flügelstürmer unter anderem insgesamt sechs Jahre der Organisation der Edmonton Oilers an, die ihn im NHL Entry Draft 2016 an der vierten Position ausgewählt hatten, und war kurzzeitig für die Carolina Hurricanes sowie Pittsburgh Penguins in der National Hockey League (NHL) aktiv.

## Karriere
Puljujärvi gab in der Saison 2014/15 sein Debüt für Kärpät Oulu in der finnischen Liiga, der höchsten Spielklasse des Landes und absolvierte zudem Partien in der Champions Hockey League für den Verein. Im NHL Entry Draft 2016 wurde er von den Edmonton Oilers aus der National Hockey League (NHL) an vierter Position ausgewählt.

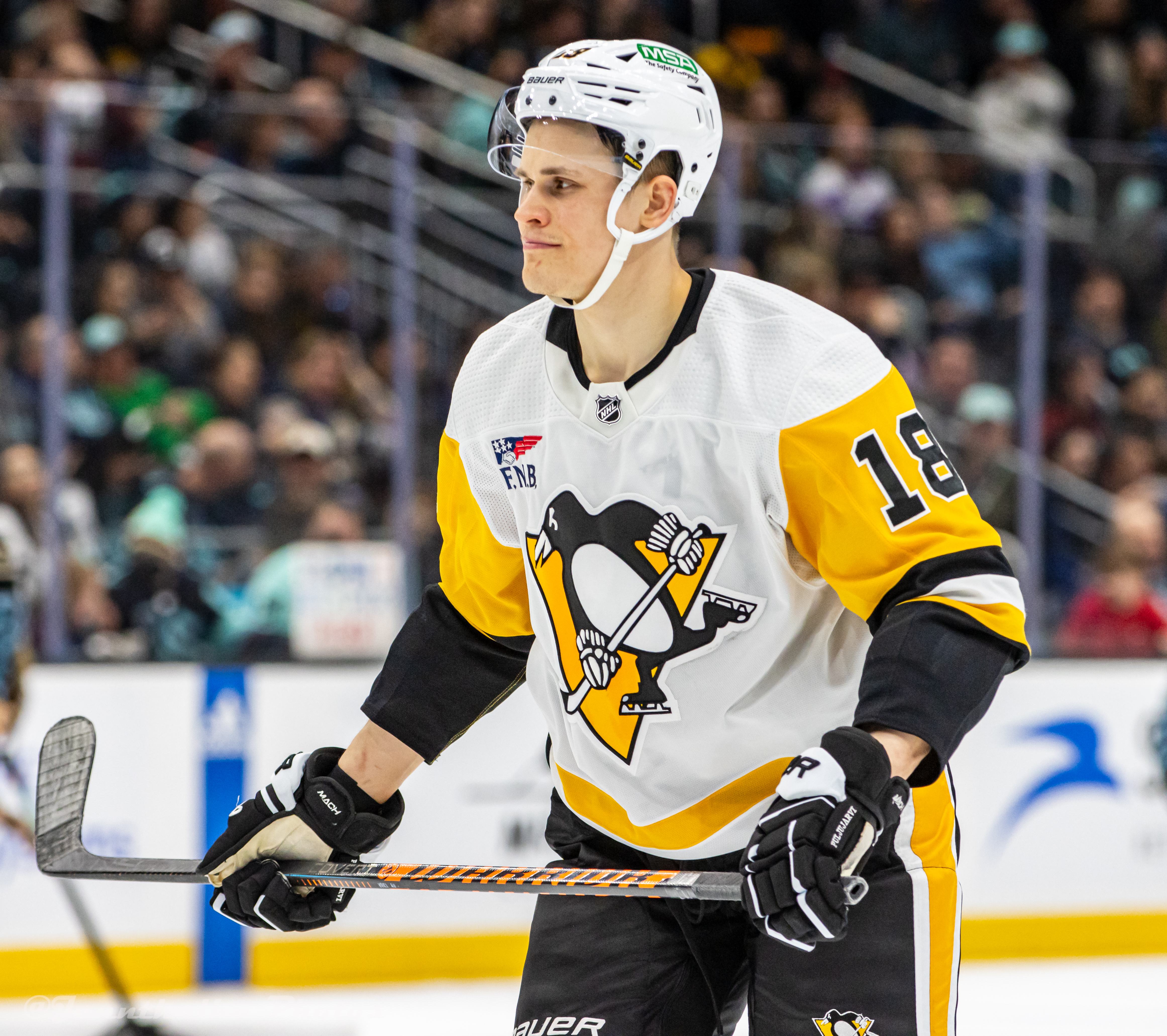
Puljujärvi im Trikot der Pittsburgh Penguins (2024)

Am 13. Juli 2016 unterschrieb er einen Dreijahresvertrag bei den Oilers. In Edmonton absolvierte der Angreifer in seiner ersten NHL-Saison 28 Spiele, bevor er im Januar 2017 an die Bakersfield Condors aus der American Hockey League abgegeben wurde und dort die Spielzeit beendete. Auch im Verlauf der folgenden beiden Saison gelang es ihm nicht, sich nachhaltig im NHL-Aufgebot der Oilers zu etablieren, sodass er zu Beginn der Spielzeit 2019/20 vorerst keinen neuen Vertrag in Edmonton erhielt und zu Kärpät Oulu zurückkehrte. Dort wurde er mit 53 Punkten aus 56 Partien zum viertbesten Scorer der Liga, ehe er im Oktober 2020 zu den Oilers zurückkehrte, die nach wie vor seine NHL-Rechte hielten und bei denen er einen neuen Zweijahresvertrag unterzeichnete. Bis zum verspäteten Beginn der Saison 2020/21 stand er jedoch weiterhin leihweise für Oulu auf dem Eis. Im Trikot der Oilers verzeichnete er in der Saison 2020/21 schließlich 25 Punkte in 55 Partien, ehe er sich in der folgenden Spielzeit auf 36 Punkte bei 65 Einsätzen steigerte. Im Februar 2023 wurde der Finne schließlich im Tausch für seinen Landsmann Patrik Puistola an die Carolina Hurricanes abgegeben. In Carolina beendete er die Saison und erhielt dort keinen weiterführenden Vertrag, sodass er sich vorerst als Free Agent auf der Suche nach einem neuen Arbeitgeber befand.
Erst im Januar 2024 erhielt der Finne einen Probevertrag bei den Wilkes-Barre/Scranton Penguins aus der AHL. Nachdem Puljujärvi dort in 13 Spielen insgesamt neun Scorerpunkte gesammelt hatte, erhielt er Anfang Februar einen Vertrag beim NHL-Kooperationspartner Pittsburgh Penguins mit einer Laufzeit bis zum Sommer 2025. Bereits im Februar 2025 einigte man sich in Pittsburgh allerdings auf eine vorzeitige Vertragsauflösung, da er sich nicht dauerhaft im NHL-Aufgebot etablieren konnte. Anschließend erhielt der Stürmer einen Probevertrag bei den Charlotte Checkers aus der AHL, bei deren NHL-Kooperationspartner, den Florida Panthers, er im März 2025 einen festen Vertrag bis zum Saisonende 2024/25 erhielt. Mit den Checkers erreichte er in den AHL-Playoffs 2025 das Endspiel um den Calder Cup, unterlag dort allerdings den Abbotsford Canucks.
Anschließend verließ Puljujärvi nach nunmehr fünf Jahren wieder den nordamerikanischen Kontinent und kehrte nach Europa zurück. Dort schloss sich der Flügelstürmer im Juli 2025 dem Genève-Servette HC aus der Schweizer National League an.

### International
Im Jahr 2016 gewann Puljujärvi mit den finnischen Nachwuchsnationalmannschaften bei der U20-Junioren- und der U18-Junioren-Weltmeisterschaft jeweils die Goldmedaille und wurde bei den Turnieren mit zahlreichen persönlichen Auszeichnungen bedacht.
Bei der Weltmeisterschaft 2017 debütierte der Angreifer im Seniorenbereich und belegte dabei mit dem Team den vierten Platz. Eine weitere Teilnahme erfolgte sieben Jahre später bei der Weltmeisterschaft 2024.

## Erfolge und Auszeichnungen
| - 2015 Silbermedaille bei der U18-Junioren-Weltmeisterschaft - 2016 Goldmedaille bei der U20-Junioren-Weltmeisterschaft - 2016 All-Star-Team der U20-Junioren-Weltmeisterschaft - 2016 Topscorer und bester Vorlagengeber der U20-Junioren-Weltmeisterschaft | - 2016 Bester Stürmer der U20-Junioren-Weltmeisterschaft - 2016 Wertvollster Spieler der U20-Junioren-Weltmeisterschaft - 2016 Goldmedaille bei der U18-Junioren-Weltmeisterschaft - 2016 All-Star-Team der U18-Junioren-Weltmeisterschaft |

## Karrierestatistik
Stand: Ende der Saison 2024/25

### International
Vertrat Finnland bei:
| - Ivan Hlinka Memorial Tournament 2014 - U20-Weltmeisterschaft 2015 - U18-Weltmeisterschaft 2015 - U20-Weltmeisterschaft 2016 | - U18-Weltmeisterschaft 2016 - Weltmeisterschaft 2017 - Weltmeisterschaft 2024 |

(Legende zur Spielerstatistik: Sp oder GP = absolvierte Spiele; T oder G = erzielte Tore; V oder A = erzielte Assists; Pkt oder Pts = erzielte Scorerpunkte; SM oder PIM = erhaltene Strafminuten; +/− = Plus/Minus-Bilanz; PP = erzielte Überzahltore; SH = erzielte Unterzahltore; GW = erzielte Siegtore; 1 Play-downs/Relegation; Kursiv: Statistik nicht vollständig)

## Persönliches
Puljujärvi wurde im schwedischen Älvkarleby geboren und lebte dort einige Jahre seiner Kindheit. Aus diesem Grund besitzt er neben der finnischen auch die schwedische Staatsbürgerschaft.